# Ben van Oosten
Ben van Oosten (n. 1955 en La Haya, Países Bajos) es un organista, profesor y autor.

## Biografía
Ben van Oosten dio su primer recital de órgano en 1970 a la edad de 15 años. Fue aceptado en el prestigioso Conservatorio de Sweelinck en Ámsterdam y estudió órgano con Albert Klerk y piano con Berthe Davelaar. Se graduó en 1979.
Completó estudios avanzados en París, Francia, con André Isoir y Daniel Roth. Ya sea por influencia geográfica o por elección artística, su predilección gravitó hacia la escuela de órgano romántico Francés del siglo XIX que tuvo su origen en los nuevos órganos sinfónicos de Aristide Cavaillé-Coll. Van Oosten posteriormente se convirtió en uno de los mayores practicantes e intérpretes de obras de órgano de esa época. Entre sus grabaciones están las obras completas de Charles-Marie Widor, Louis Vierne y Marcel Dupré, así como las ocho sonatas de Alexandre Guilmant y las obras de órgano de Jacques-Nicolas Lemmens y Louis James Alfred Lefébure-Wély.
Sirve como organista en la Grote Kerk (La Haya) y es profesor de música en el Conservatorio de Róterdam.
Entre los honores y premios que ha recibido están el Preis der deutschen Schallplattenkritik y el Diapason d'Or. En 1998, el gobierno francés le otorgó el rango honorífico de Chevalier dans l'Ordre des Arts et des Lettres por sus esfuerzos en revivir la tradición romántica francesa.

## Discografía
- Marcel Dupré: Complete Works for Organ (vol. 1–12), 2000-2010
- Alexandre Guilmant: Complete Organ Sonatas, 2007
- Louis James Alfred Lefébure-Wély: Organ Works, 2005
- Jacques-Nicolas Lemmens: Organ Works, 2000
- Camille Saint-Saëns: Complete Organ Works, 2012
- Louis Vierne: Complete Organ Symphonies, 1997
- Louis Vierne: 24 Pièces de Fantasie, 1999
- Louis Vierne: 24 Pièces en style libre and other works, 2001
- Charles-Marie Widor: Complete Works for Organ (vol. 1–7), 1993- 1998
- Les Angélus: French Sacred Music for Soprano and Organ (con Margaret Roest), 2000
- Festival of French Organ Music (con música de Bonnet, Gigout, Dubois y Boëllmann), 2011
- Festival of English Organ Music (con música de Hollins, Stanford, Whitlock y Elgar), Vol. 1, 2014
- Festival of English Organ Music (con música de Elgar, Hollins, Parry, Smart, Ireland, Vol. 2, 2015